# Machtwort
Ein Machtwort [ˈmaxtˌvɔʁt] ist die endgültige Entscheidung eines Entscheidungsträgers. Es handelt sich um den Spezialfall eines unipersonalen Entscheidungsverfahrens, bei dem der Entscheider allein verantwortlich die Entscheidung trifft.
Im 16. Jahrhundert bezeichnete Machtwort eine „befehlende, eine Entscheidung herbeiführende Rede“.
Der Duden versteht ein Machtwort als eine unanfechtbare Aufforderung oder Entscheidung, die aufgrund bestehender Machtverhältnisse durchgesetzt werden kann. Die Redewendung „ein Machtwort sprechen“ bedeutet, dass eine Person in einer leitenden Position durchgreift und disziplinarische Maßnahmen ergreift, um eine Situation zu klären oder eine Entscheidung herbeizuführen.
Im Gegensatz zu Konsensentscheidungen, Kompromissen oder Mehrheitsentscheidungen ist eine Entscheidung per Machtwort nur dort möglich, wo klar definierte Kompetenzen oder Machtstrukturen bestehen. So ist die Möglichkeit des Papstes, Machtworte zu sprechen („Roma Locuta – Causa finita“), sprichwörtlich; der deutsche Bundeskanzler verfügt hingegen nur über die Richtlinienkompetenz. 